# Perarella schneideri
Perarella schneideri is een hydroïdpoliep uit de familie Cytaeididae. De poliep komt uit het geslacht Perarella. Perarella schneideri werd in 1905 voor het eerst wetenschappelijk beschreven door Motz-Kossowska. 